# فرانک ای. بارت
فرانک ای. بارت (به انگلیسی: Frank A. Barrett) سناتور سابق عضو حزب جمهوری‌خواه ایالات متحده آمریکا بود. وی در سال ۱۹۵۳ تا ۱۹۵۹ میلادی سناتور ایالت وایومینگ در سنای ایالات متحده آمریکا بود.